# Album de famille (film, 1993)
Pour les articles homonymes, voir Album de famille.
Pour plus de détails, voir Fiche technique et Distribution.
Album de famille est un téléfilm documentaire suisse réalisé par Fernand Melgar, sorti en 1993.
Portrait intime des parents de Fernand Melgar. Retournés en Espagne après 27 ans passés en Suisse, ils racontent les conditions des saisonniers venus du sud de l'Europe travailler pendant les Trente Glorieuses.   
Il est diffusé le 26 mai 1994 sur Temps présent. Freddy Buache, directeur de la Cinémathèque suisse écrit que le film est « l’évocation d’une période particulièrement déplorable de l’histoire suisse qui, sans rancœur, laisse affleurer une mentalité qui devrait permettre à chaque spectateur de se reconnaître et de se juger »[source secondaire souhaitée].   
Il reçoit en 1994 le grand prix de l’Organisation internationale du travail pour le film qui traite le mieux de la justice sociale dans le monde du travail.  
Le film est disponible gratuitement en VOD.

## Fiche technique
- Titre : Album de famille
- Titre anglais : Family album
- Réalisation, montage, production : Fernand Melgar
- Image : Camille Cottagnoud
- Son : Pascal Fleury, Bernard Seidler
- En coproduction avec : RTS
- Avec le soutien de : Office fédéral de la culture, Fondation Vaudoise pour le Cinéma, Loterie Romande
- Distribution : Fernand Melgar
- Pays d'origine :  Suisse
- Langue originale : français
- Format : Betacam, 1.33, couleur, stéréo
- Genre : documentaire
- Durée : 54 minutes
- Sortie :
  -  Suisse : Temps Présent - RTS Un : 26 mai 1994

## Synopsis

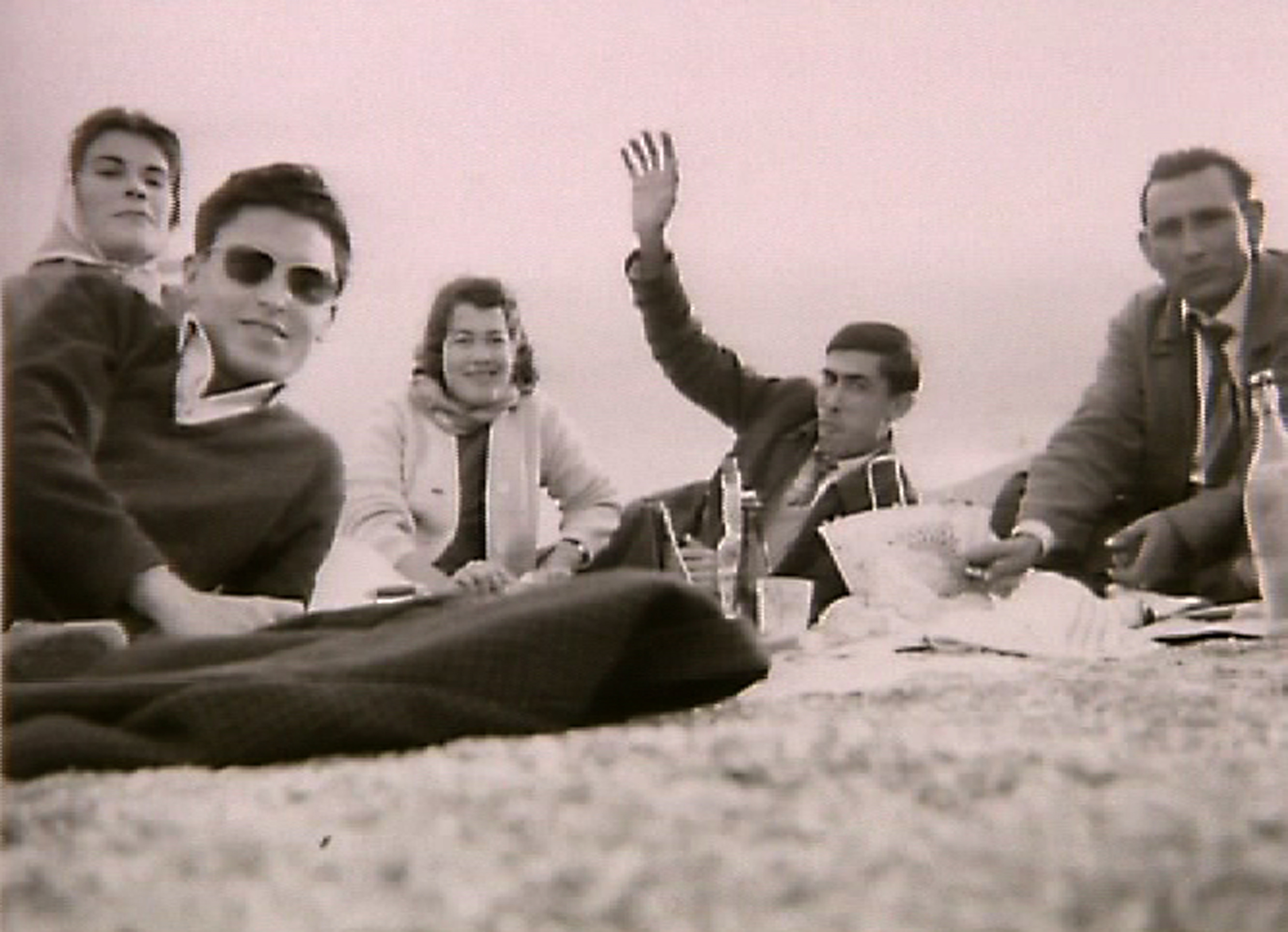
Picnic entre amis

Dans les années 1950 et 1960, la Suisse pour faire face au boom économique des Trente Glorieuses, est allée chercher dans le sud de l'Europe près d'un million de travailleurs saisonniers. Comment ont été accueillis et comment ont vécu ceux qui ont cultivé les champs, construit les routes et les maisons, travaillé dans les usines et contribué à la prospérité de la Suisse? Fernand Melgar, jeune réalisateur hispano-suisse, raconte avec émotion et lucidité l'exil de ses parents venus du Maroc en 1963. C'est l'histoire d'une famille qui fuyant le chômage et la pauvreté est venue s'établir en Suisse dans l'espoir d'une vie meilleure. Pourtant après 27 ans de vie en Suisse, ils sont retournés prendre leur retraite en Espagne. Pourquoi ? À leur fils qui les interroge, ils racontent les humiliations, la ségrégation, la xénophobie vécues au quotidien. Aujourd'hui, ils émettent un souhait : que les Suisses n'aient jamais à émigrer et à subir un exil pour du pain.

## Production

### Suite
Classe d'accueil s'inscrit dans la droite ligne d'Album de famille. Immigré de la deuxième génération, il projetait de donner une suite à ce film en retrouvant ses copains d'école sur la base d'une photo de classe prise en 1967 à Chavannes. L'idée était de mettre leurs témoignages en regard avec la réalité des écoliers étrangers aujourd'hui. Il a finalement renoncé à convoquer le passé: « Je suis tombé amoureux de cette classe d'accueil de Crissier. Tout ce que j'avais à dire, j'ai pu le dire à travers ces enfants ».

## Distinctions

### Récompenses
- 1994 : Prix du Bureau international du travail au Festival International Médias Nord-Sud.

### Nominations et sélections
- 1994 : Compétition documentaires, Sunny Side of the Doc, Marseille[3];

- 2005 Séances spéciales 20 ans de Climage, Visions du réel, Nyon

- 2012 : Retrospective de Fernand Melgar, BAFICI;

- 2014 : Retrospective de Fernand Melgar, Documenta Madrid[4].